# Distrito de Pointe La Rue
Pointe La Rue es uno de los veitincinco distritos seychellanos, posee salida al mar, su clima es cálido casi todo el año. Es considerado uno de los mejores lugares para la práctica de la pesca ubicado en la isla dentro de la isla de Mahé, la isla de mayor superficie que posee este país insular de África y con más subdivisiones también.